# Carles Borja
Carles de Borja i Castro (Gandia 1530 - 16 de juny de 1592), Duc de Gandia i Marquès de Llombai (1550-1592).
Era el primogènit de Francesc de Borja i Aragó i Elionor de Castro. Va nàixer a Madrid però fou enviat a Gandia per a la seua educació.
El 1548 es casa amb na Magdalena de Centelles i Cardona, comtessa d'Oliva, fet que uní les dues cases nobiliàries.
Estava fortament vinculat a la cort de Felip II, va ser ambaixador a Gènova, posteriorment virrei i capità general de Portugal. Felip II el visità a Gandia el 1586.

## Antecedents familiars
Fill de Sant Francesc de Borja i la dama portuguesa Elionor de Castro.

## Núpcies i descendents
Es va casar el 1548 amb Magdalena de Centelles i Cardona, germana i hereva del comte d'Oliva, amb qui va tenir dos fills:
- Francesc Tomàs de Borja, duc de Gandia.
- Gilabert de Centelles.